# Noah Baumbach
Noah Baumbach (Brooklyn, Nova Iorque, 3 de setembro de 1969),  é um cineasta americano conhecido pelo seu envolvimento com o movimento cinematográfico nova-iorquino Mumblecore. Em 2005 foi indicado ao Oscar de melhor roteiro original pelo filme The Squid and the Whale.

## Biografia
O filme de estreia “Tempo de decisão” acompanha a vida de estudantes recém-formados na faculdade que tem dificuldades em seguir em frente com suas vidas. O desemprego, paixões não superadas ou pura imaturidade são os conflitos do filme. O realismo da personalidade dos personagens e das relações entre eles é o ponto forte do filme. Não existe uma grande jornada ou um objetivo claro a ser alcançado, assim como na vida.
Dez anos depois de “Tempo de decisão” e já mais experiente Baumbach lança seu filme mais aclamado pela crítica: A lula e a baleia. Ele conta a história de dois garotos do Brooklyn, aprendendo a lidar com o divórcio dos seus pais. Sendo o pai um escritor antes consagrado e a mãe vivendo sua ascensão também na escrita. A própria família não se enxerga como tradicional, pensam em si mesmos como intelectuais e superiores. Bernard (o pai) usa diversas vezes a palavra “filisteu” para se referir aos novos namorados de sua ex-esposa, a fim de se mostrar superior. Fica claro que o ponto essencial do filme é como uma família culta e esclarecida pode se perder. O filho mais velho Walt, idealiza e admira tanto o pai que não possui opiniões próprias, culpa a mãe pela separação dos pais e não consegue se envolver com mulheres e amigos já que pensa possuir uma formação superior à de qualquer um.
Sete anos após "A lula e a baleia", Baumbach lança Frances Há, mais um filme situado em Nova York e explorando mais uma vez as vivências do meio artístico. Frances é uma dançarina contemporânea tentado a sorte em Nova York, morando com sua melhor amiga. Com o passar dos anos, a amiga se muda para uma casa com o namorado, Frances não consegue um relacionamento estável, tem dificuldades em achar um lugar para morar e sua carreira como dançarina não parece promissora. A retratação da vida nesse filme é tão real que chega a causar incomodo. Frances não uma pessoa muito simpática, tem poucos amigos e a comparação com vida das pessoas próximas causa cada vez mais insegurança. O orgulho e o glamour de Nova York dão lugar a luta para se pagar o aluguel e ao trabalho duro para se manter no meio da dança. O real se mostra agora algo muito mais importante que o fantástico, a valorização das amizades, da família e do trabalho a conduzem a estabilidade na vida. É estranho ver o final de um filme em que a personagem não atinge o grande sucesso ou encontra um grande amor que da significado a vida e a aquela jornada, mas é disso que trata os filmes e roteiros de Noah Baumbach.
Mistress América, o filme seguinte do diretor, soa mais uma vez como algo autobiográfico, ao contrário de seu primeiro filme, Tempo de decisão, esse explora o início da universidade e como as expectativas de mudar de vida e se tornar adulto são ilusórias. Tracy, a personagem principal, se vê perdida logo no início de sua faculdade em Nova York, não fez amigos e não se sente à vontade em festas como acha que deveria. Isso muda quando ela conhece Brook, sua meia irmã mais velha que já morava na cidade. Tracy fica fascinada na figura de Brook assim como Walt era por seu pai em “A lula e a baleia”. Mais uma vez esse fascínio deve ser contestado. A personalidade da meia irmã era livre e selvagem mas não deixava de ser impulsiva e imatura, mas isso não chegava aos olhos de Tracy. Novamente o filme de Baumbach não possui um vilão ou um herói, apenas pessoas com personalidades reais e a interação entre elas é responsável por guiar a trama que se mantém interessante graças ao roteiro e pelo “timing” do diretor.
Em Enquanto somos jovens Noah Baumbach explora uma diferente forma artística, o próprio cinema. Os personagens de Bem Stiller e Naomi Watts são um casal na meia idade e sem filhos. Enquanto seus amigos estão vivendo a fase de “ser pais” os dois se sentem deslocados e encontram em um casal jovem uma energia e um ambiente que eles perderam com os anos de relacionamento. O filme faz uma crítica inteligente aos adultos super conectados e a juventude hipster mostrando como nunca nos encontramos no tempo em que vivemos. O que conecta os casais é a profissão de ambos maridos, diretores de cinema. Enquanto um inveja a experiência e a maturidade do mais velho o outro cobiça a jovialidade e a inovação do mais jovem. Esse é o filme mais comercial do diretor e pode servir como uma boa introdução aos filmes de Baumbach para um público mais resistente ao movimento Mumblecore.
Os Meyerowitz é outro filme do diretor. Sendo distribuído diretamente pela Netflix e contando com um elenco de peso, Noah Baumbach teve a maior audiência de sua carreira. Além do sucesso comercial Os Meyerowitz resume da melhor forma possível as qualidades do diretor. Mais uma vez no roteiro e na direção, Baumbach conduz a trama de uma família tradicional da forma que ela realmente é: confusa, carinhosa e conflituosa. A forma artística dessa vez exploda são as esculturas, e mais do que nunca a relação com a arte e a expectativa criada nos filhos para que eles sigam o caminho do pai artista se mostra um dilema nas histórias e na vida de Noah.  A negligencia na criação dos filhos, o ciúme entre irmãos e traumas de infância são percebidos através dos diálogos. Tudo fica claro apenas nas relações dos personagens, sem necessidade de explicações para o público. O filme é um exercício de empatia com todos os personagens. As atuações estão impecáveis, o trio principal formado por atores conhecidos por suas comédias (Ben Stiller, Adam Sandler e Dustin Hoffman) entregam peso e dramaticidade nas atuações, sem tirar a naturalidade que Noah sempre prega.
A evolução do Diretor em sua carreira é notável, mas é interessante ver como ele se encontrou e permaneceu no seu gênero desde o seu primeiro filme. Talvez por isso tenha conseguido atingir o nível na escrita e no seu estilo de direção que o fazem um grande nome do estilo Mumblecore.

## Filmografia

### Diretor
- Tempo de Decisão (1995)
- A Vida é uma Festa (1997)
- Louco de Ciúmes (1997)
- A Lula e a Baleia (2005)
- Margot e o Casamento (2007)
- Greenberg (2010)
- Frances Ha (2012)
- Enquanto Somos Jovens (2014)
- Mistress America (2015)
- Os Meyerowitz: Família Não Se Escolhe (2017)
- História de um Casamento (2019)
- Ruído Branco (2022)

### Roteirista
- Kicking and Screaming (1995)
- Highball (1997)
- Mr. Jealousy (1997)
- The Life Aquatic with Steve Zissou (2004)
- The Squid and the Whale (2005)
- Margot at the Wedding (2007)
- Fantastic Mr. Fox (2009)
- Greenberg (2010)
- Madagascar 3: Europe's Most Wanted (2012)[2][3][4]
- Frances Ha (2012)
- While We're Young (2015)
- The Meyerowitz Stories (2017)
- História de um Casamento (2019)
- Barbie (2023)[5]

### Produtor
- She's Funny That Way (2014)
- The Meyerowitz Stories (2017)
- História de um casamento (2019)